# سلیمان هزازی
سلیمان هزازی (عربی: سليمان يحيى هزازي؛ زادهٔ ۱ فوریهٔ ۲۰۰۳) بازیکن فوتبال اهل عربستان سعودی است.
از باشگاه‌هایی که در آن بازی کرده‌است می‌توان به باشگاه فوتبال التعاون عربستان سعودی و باشگاه فوتبال الوحده عربستان سعودی اشاره کرد.
وی همچنین در تیم‌های ملی فوتبال زیر ۲۰ سال عربستان سعودی و عربستان سعودی بازی کرده‌است.